# Coppa panamericana femminile di pallavolo 2014
La Coppa panamericana femminile di pallavolo 2014 si è svolta dall'11 al 19 giugno 2014 a Città del Messico, in Messico: al torneo hanno partecipato 12 squadre nazionali 11 squadre nazionali nordamericane e sudamericane e la vittoria finale è andata per la terza volta alla Repubblica Dominicana.

## Impianti
|                                                                                              |                                                                      |
|                                                                                              |                                                                      |
| Gimnasio Olimpico Juan de la Barrera Città: Città del Messico Capienza: - Anno d'apertura: - | Gimnasio Miguel Alemán Città: Pachuca Capienza: - Anno d'apertura: - |

## Regolamento
Le squadre hanno disputato una prima fase a gironi con formula del girone all'italiana; al termine della prima fase:
- Le prime tre classificate di ogni girone hanno acceduto alla fase finale per il primo posto, strutturata in quarti di finale (a cui hanno partecipato le seconde e terze classificare nella fase a gironi), semifinali, finale per il terzo posto e finale.
- Le sconfitte ai quarti di finale della fase finale per il primo posto hanno acceduto alla finale per il quinto posto.
- La quarta e la quinta classificata di ogni girone ha acceduto alla fase finale per il settimo posto, strutturata in semifinali, finale per il nono posto e finale per il settimo posto.

## Gironi
| Girone A                                                   | Girone B                                             |
| ---------------------------------------------------------- | ---------------------------------------------------- |
| Canada Cuba Messico Perù Rep. Dominicana Trinidad e Tobago | Argentina Colombia Costa Rica Porto Rico Stati Uniti |

## Fase finale

### Finali 1º e 3º posto
|  | Quarti     | Quarti          |                 |           | Semifinali         | Semifinali         |  |  | Finale 1º/2º posto | Finale 1º/2º posto |
|  |            |                 |                 |           |                    |                    |  |  |                    |                    |
|  |            |                 |                 |           |                    |                    |  |  |                    |                    |
|  |            |                 |                 |           |                    |                    |  |  |                    |                    |
|  | -          | -               |                 |           |                    |                    |  |  |                    |                    |
|  | -          | -               |                 |           |                    |                    |  |  |                    |                    |
|  | -          | -               |                 |           |                    |                    |  |  |                    |                    |
|  | -          | -               | Stati Uniti     | 3         |                    |                    |  |  |                    |                    |
|  |            |                 | Stati Uniti     | 3         |                    |                    |  |  |                    |                    |
|  |            | Porto Rico      | 0               |           |                    |                    |  |  |                    |                    |
|  | Canada     | Porto Rico      | 0               | 0         |                    |                    |  |  |                    |                    |
|  | Canada     |                 |                 | 0         |                    |                    |  |  |                    |                    |
|  | Porto Rico | 3               |                 |           |                    |                    |  |  |                    |                    |
|  | Porto Rico | 3               | Stati Uniti     | 1         |                    |                    |  |  |                    |                    |
|  |            |                 | Stati Uniti     | 1         |                    |                    |  |  |                    |                    |
|  |            | Rep. Dominicana | 3               |           |                    |                    |  |  |                    |                    |
|  | -          | Rep. Dominicana | 3               | -         |                    |                    |  |  |                    |                    |
|  | -          |                 |                 | -         |                    |                    |  |  |                    |                    |
|  | -          | -               |                 |           |                    |                    |  |  |                    |                    |
|  | -          | -               | Rep. Dominicana | 3         | Finale 3º/4º posto | Finale 3º/4º posto |  |  |                    |                    |
|  |            |                 | Rep. Dominicana | 3         | Finale 3º/4º posto | Finale 3º/4º posto |  |  |                    |                    |
|  |            | Argentina       | 0               |           |                    |                    |  |  |                    |                    |
|  | Argentina  | Argentina       | 0               | 3         | Porto Rico         | 3                  |  |  |                    |                    |
|  | Argentina  |                 |                 | 3         | Porto Rico         | 3                  |  |  |                    |                    |
|  | Cuba       | 1               |                 | Argentina | 2                  |                    |  |  |                    |                    |
|  | Cuba       | 1               |                 |           | 2                  |                    |  |  |                    |                    |
|  |            |                 |                 |           |                    |                    |  |  |                    |                    |
|  |            |                 |                 |           |                    |                    |  |  |                    |                    |

### Finali 7º e 9º posto
|  | Semifinali | Semifinali | Semifinali |         |          | Finale 7º/8º posto  | Finale 7º/8º posto  | Finale 7º/8º posto  |  |
|  |            |            |            |         |          |                     |                     |                     |  |
|  | Messico    | Messico    | 3          |         |          |                     |                     |                     |  |
|  | Messico    | Messico    | 3          |         |          |                     |                     |                     |  |
|  | Costa Rica | Costa Rica | 0          |         |          |                     |                     |                     |  |
|  | Costa Rica | Costa Rica | 0          |         | Colombia | Colombia            | 3                   |                     |  |
|  |            |            |            |         | Colombia | Colombia            | 3                   |                     |  |
|  |            |            | Messico    | Messico | 2        |                     |                     |                     |  |
|  | Colombia   | Colombia   | Messico    | Messico | 2        | 3                   |                     |                     |  |
|  | Colombia   | Colombia   |            |         |          | 3                   |                     |                     |  |
|  | Perù       | Perù       | 0          |         |          | Finale 9º/10º posto | Finale 9º/10º posto | Finale 9º/10º posto |  |
|  | Perù       | Perù       | 0          |         |          |                     |                     |                     |  |
|  |            |            |            |         |          |                     |                     |                     |  |
|  |            |            |            |         |          | Perù                | Perù                | 3                   |  |
|  |            |            |            |         |          | Perù                | Perù                | 3                   |  |
|  |            |            |            |         |          | Costa Rica          | Costa Rica          | 1                   |  |

## Classifica finale
| Pos     | Squadra           | Rosa |
| ------- | ----------------- | --- |
| Oro     | Rep. Dominicana   | Formazione: 1 Vargas, 4 Fersola, 5 Castillo, 7 Marte, 8 Arias, 12 Ángeles, 13 Moreno, 16 Peña, 17 Mambrú, 18 de la Cruz, 19 Binet, 20 Martínez, CT: Kwiek                |
| Argento | Stati Uniti       | Formazione: 1 Newcombe, 2 Dixon, 6 Kreklow, 7 Lichtman, 11 Hagglund, 13 Lloyd, 15 Webster, 16 Ferrari, 17 Reeves, 18 Faucette, 19 Hood, 21 Jackson, CT: Morrison         |
| Bronzo  | Porto Rico        | Formazione: 2 Venegas, 3 Mojica, 4 Ortiz, 8 Santos, 9 Cruz, 11 Nogueras, 14 Valentín, 16 Oquendo, 17 Ocasio, 18 Morales, 20 Vélez, CT: Mieles                            |
| 4       | Argentina         | Formazione: 2 Acosta, 3 Nizetich, 6 Rodríguez, 7 Aispurúa, 8 Piccolo, 10 Sosa, 12 Rizzo, 13 Boscacci, 14 Fernández, 16 Busquets, 17 Curatola, 18 Castiglione, CT: Orduna |
| 5       | Cuba              | Formazione: 2 Gracia, 3 Rojas, 4 Vargas, 5 Hernández, 6 Lescay, 9 Luis, 10 Borrell, 11 Moreno, 14 Sánchez, 16 Díaz, 18 Matienzo, 19 Álvarez, CT: Gala                    |
| 6       | Canada            | Formazione: 1 Guimond, 2 Barclay, 3 Page, 4 Richey, 5 Smith, 6 French, 7 Murray-Méthot, 10 Field, 11 Andrew-Wasylik, 13 Nadeau, 14 Charuk, 15 Pavan, CT: Ludwig          |
| 7       | Colombia          | Formazione: 1 Coneo, 2 Soto, 3 Castro, 4 Martínez, 8 Manjarres, 9 Romaña, 10 Arrechea, 11 Escobar, 12 Montaño, 13 Gómez, 15 Marín, 17 Baguero, CT: Marasciulo            |
| 8       | Messico           | Formazione: 1 León, 2 L. López, 3 C. López, 5 Rangel, 8 Carranza, 9 Segura, 10 L. Sainz, 13 Frias, 14 Ríos, 16 K. Sainz, 17 Orellana, 18 Hernández, CT: Azair            |
| 9       | Perù              | Formazione: 1 Palma, 3 Rueda, 5 Almeida, 6 Muñoz, 7 Urrutia, 8 Frías, 9 Camet, 11 Yllescas, 12 Leyva, 15 Ortiz, 16 Acosta, 18 Gómez, CT: Málaga                          |
| 10      | Costa Rica        | Formazione: 1 Thompson, 3 Murillo, 4 Gamboa, 6 Willis, 7 Muñoz, 10 Ramírez, 11 Vargas, 12 Sayles, 14 Fonseca, 15 Araya, 16 Hines, 18 Sibaja, CT: Néstor                  |
| 11      | Trinidad e Tobago | Formazione: 2 Ross, 3 Thompson, 4 Esdelle, 6 Jack, 7 Herbert, 8 Ramdin, 9 Grant, 10 Clifford, 11 Yorke, 12 Forde, 15 Blackman, 18 Lindsay, CT: Cruz                      |

|  | Qualificata al World Grand Prix 2015 |